# 원효로 (경산시)
원효로(Wonhyo-ro)는 대한민국의 경상북도 경산시 중방동에서 시작하여, 용성면을 거쳐 연결하는 도로이다.

## 노선 경로
- 중앙로와 직결
- 경산오거리 - 경안로 (국도 제25호선), 경안로38길
- 시청네거리 - 남매로
- 계양네거리 - 계양로
- (이름 없음) - 백자로
- (이름 없음) - 미래로
- (이름 없음) - 화랑로
- 당리교
- 자인교 (오목천)
- (이름 없음) - 한장군로, 계정길
- 자인네거리 - 설충로
- (이름 없음) - 운용로
- 미산교
- 당리교
- (이름 없음) - 운용로

## 주요 건물 및 시설
- 경산경찰서 - 경상북도 경산시 원효로 68
- 경산고등학교 - 경상북도 경산시 원효로 89
- 경상북도경산교육지원청 - 경상북도 경산시 원효로 309-6
- 경산여자상업고등학교 - 경상북도 경산시 자인면 원효로 851-16
- 용성초등학교 - 경상북도 경산시 용성면 원효로 1405